# Offenburg
Offenburg är en stad i Baden-Württemberg i södra Tyskland. Folkmängden uppgår till cirka 62 000 invånare, på en yta av 78 kvadratkilometer. Staden är belägen vid motorvägen A5 cirka 65 km söder om Karlsruhe, 55 km norr om Freiburg im Breisgau och cirka 20 km sydost om Strasbourg.
Staden ingår i kommunalförbundet Offenburg tillsammans med kommunerna Durbach, Hohberg, Ortenberg och Schutterwald.
Offenburg var fri riksstad 1289-1803. På stadens kyrkogård finns ett stenkrucifix och ett "oljeberg" (scen av Jesus i Getsemane) från 1500-talet. Den katolska stadskyrkan stammar från början av 1700-talet, liksom franciskankyrkan, samt Stadshotellet och rådhuset.
I staden finns bland annat ett av mediakoncernen Hubert Burda Medias huvudkontor.